# Khalid Boulahrouz
Khalid Boulahrouz (* 28. prosince 1981 Maasluis, Nizozemsko) je bývalý nizozemský fotbalový obránce a reprezentant, naposledy hrající za klub Feyenoord.
Mimo Nizozemsko působil na klubové úrovni v Německu, Anglii, Španělsku, Portugalsku a Dánsku.

## Dětství
Boulahrouz se narodil do muslimsko-marocké rodiny, která žila v Nizozemí. Vyrůstal společně s osmi sourozenci. Když byl mladší, měl nějaké problémy, a proto jej na chvíli vyloučili z mládežnického kádru Ajaxu. V šestnácti zemřel Khalidovi otec a všechna zodpovědnost padla na něj.

## Klubová kariéra
Svou kariéru začínal v Ajaxu Amsterdam a RKC Waalwijk, kde si udělal Boulahrouz jméno nekompromisního a nebezpečného středního obránce.
Po těžkém začátku, kdy se nemohl prosadit v žádném klubu, získal důvěru nizozemského RKC Waalwijk, kde mu někdejší trenér Martin Jol dal svou důvěru. Debut v nizozemské lize Eredivisie zažil Boulahrouz 9. března 2002 v zápase proti SC Heerenveen.[zdroj?]
Den poté, co jej Marco van Basten povolal k reprezentačnímu debutu, přestoupil z Waalwijku do německého HSV, tam také získal pověst nebezpečného obránce. Celkem zde za své působení nasbíral 16 žlutých a 3 červené karty. Média mu proto přisoudila přezdívku Kanibal Khalid, která se rychle vžila.
V létě 2006 si jej trenér londýnské Chelsea José Mourinho vyhlédl jako svou novou posilu. Boulahrouz byl prodán za 12 milionů liber. V klubu podepsal smlouvu 21. srpna a o šest dní později už absolvoval na trávníku svůj debut.
Fotbalu si v Chelsea ale příliš neužil. Proto byl už v zimní přestupové přestávce často propírán v médiích ohledně odchodu. Nakonec odešel až v letním přestupovém termínu. Na hostování si ho vybrala španělská Sevilla.
V září 2013 se dohodl na předčasném ukončení smlouvy se Sportingem Lisabon a zamířil do dánského klubu Brøndby IF. V červenci 2014 opět měnil působiště, přestoupil jako volný hráč do Feyenoordu, kde podepsal dvouletý kontrakt. V létě 2015 mu Feyenoord neprodloužil smlouvu a hráč si hledal angažmá. V únoru 2016 oznámil ukončení kariéry.

## Reprezentační kariéra
Za A-mužstvo Nizozemska odehrál svůj první zápas 3. září 2004 v přátelském utkání v Utrechtu proti reprezentaci Lichtenštejnska (výhra 3:0).
Zúčastnil se Mistrovství světa 2006 v Německu. Neukázal se ve špatném světle, ale v divokém osmifinálovém zápase proti Portugalsku, kde bylo rozdáno 16 žlutých a 4 červené karty byl právě jedním z vyloučených. Představil se i na EURU 2008 v Rakousku a Švýcarsku.

Na MS 2010 v Jihoafrické republice získal s Nizozemskem stříbrné medaile po finálové porážce se Španělskem.
Velkem odehrál v letech 2004–2012 za nizozemský národní tým 35 zápasů, branku nevstřelil.

## Řekli o Boulahrouzovi
- "Je pro nás nesmírně důležitý, navíc je přesně ten typ, který umí navodit v týmu skvělou náladu. A navíc je to kluk, bez kterého by byly reprezentační večery nekonečné". – Edwin van der Sar
- "On je mým jediným následníkem". – Jaap Stam